# Іван Рильський
Преподобний Іван Рильський (болг. Иван Рилски; близько 876 — 18 серпня 946) — знаменитий болгарський святий, патрон болгарського народу, суворий чернець-самітник і подвижник. Пам'ять 18 серпня та 19 жовтня. 

## Життєпис

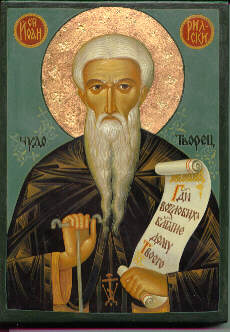
Іван Рильський

Мешкав на території сучасних Болгарії і Македонії. Близько 900 року пішов у Рильські гори й оселився там у відлюдному місці. Незадовго до смерті (18 серпня 946 р.) Іван Рильський написав свій Заповіт (Завіт) — літературний твір та моральне послання своїм наступникам та болгарському народу.
Мощі Івана, «времени не малу прешедшу», були віднайдені нетлінними і перенесені до Софії, звідки, під час війни були захоплені угорцями, але в 1187 році знову повернені до Софії. Цар Іван Асен II у 1195 році переніс їх до Тирново, а в 1469 році вони були перенесені в Рильський монастир, де залишаються і понині.
Іменем Святого Івана Рильського названа каплиця на болгарській полярній станції Святий Климент Охридський, найпівденніша православна каплиця на планеті. Зображення Святого Івана Рильського розташоване на реверсі монети номіналом 1 лев.

## Монастир навколо могили Івана Рильського

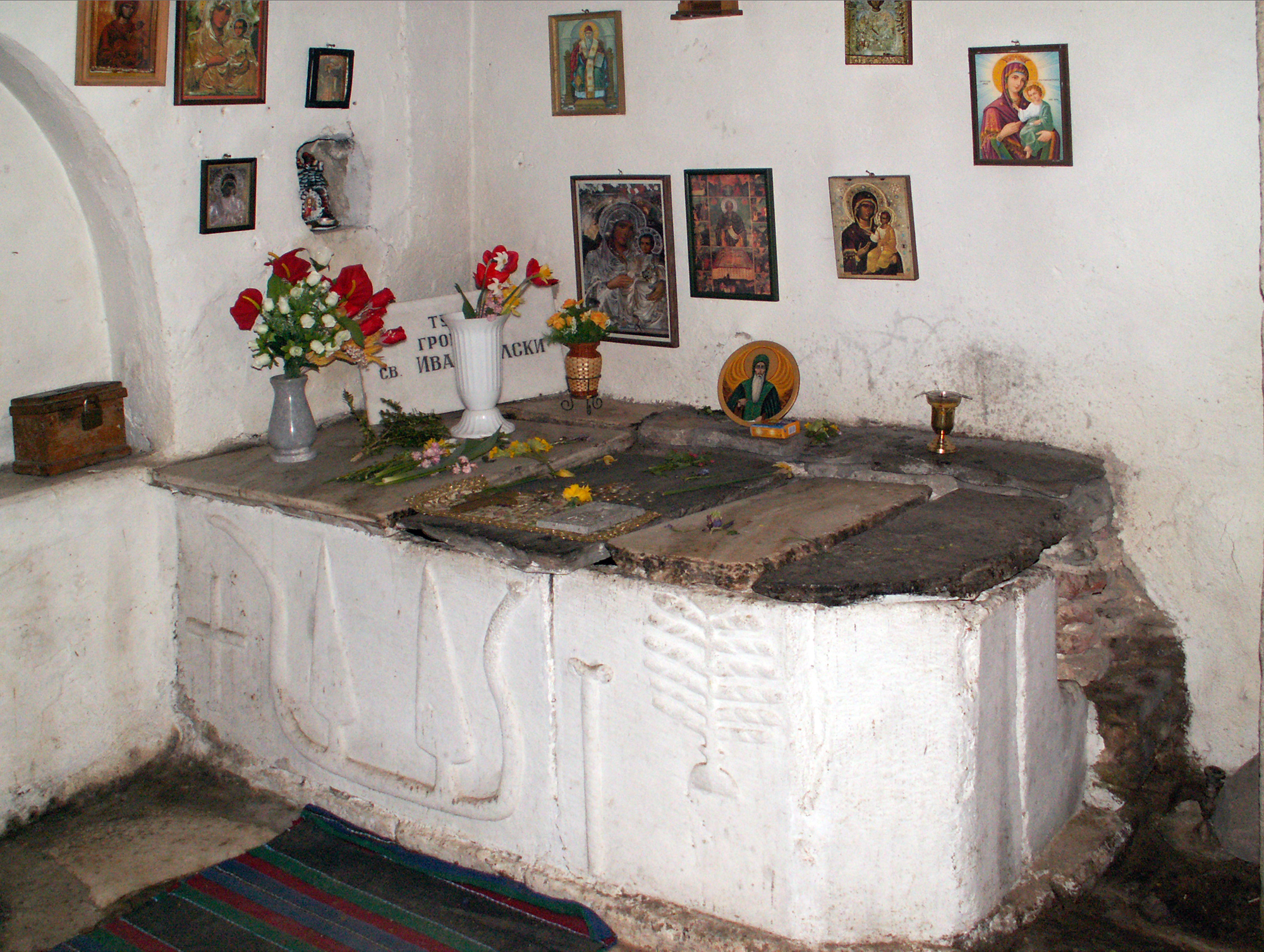
Могила Івана Рильського в Рильському монастирі

Іван Рильський помер 18 серпня 946 року, залишивши по собі невеликий монастир, зведений на скелястій височині. Спочатку цар Петро І поховав святого в катедрі, а пізніше його тіло перенесли до Рильського монастиря.
Монастир зведено навколо могили Івана Рильського. Зовнішні мури заввишки 24 м і завтовшки 2 м, роблять святиню подібною до фортеці. Для зведення будівель монастиря використали білий і чорний мармур.
Збудований у XIX столітті як монастир-фортеця, він став духовним і військовим центром Болгарії, яка тоді перебувала під османським пануванням. Творили цю обитель будівничі, різьбярі, ливарники та художники з усієї країни. А опісля доклали рук друкарі книг, зброярі, вишивальниці, ювеліри.

## Святий Іван Рильський— покровитель міста Рильська

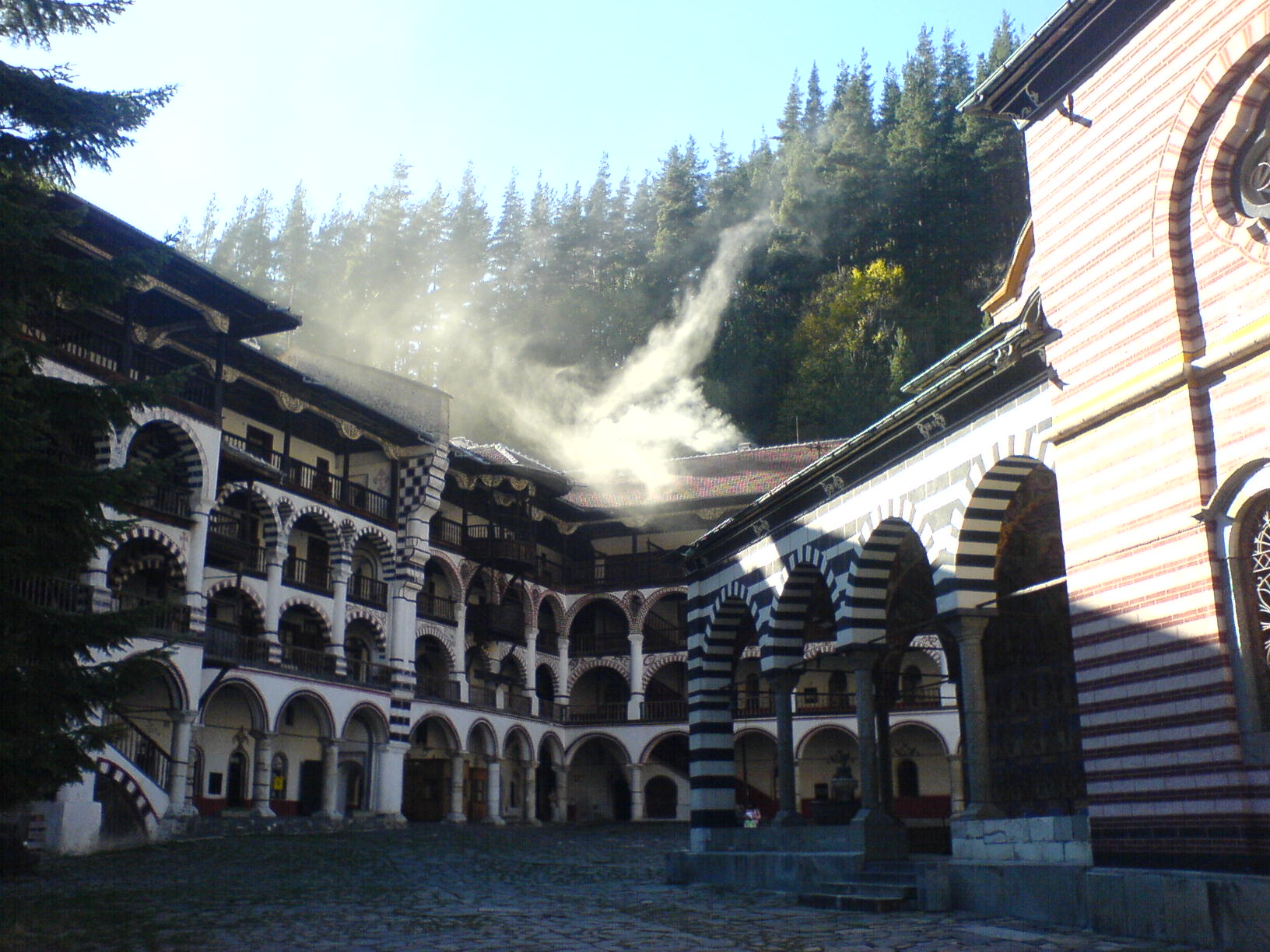
Рильський монастир

Він вважається покровителем слобідського міста Рильська Курської області. На його честь в місті побудована церква Івана Рильського і названа найбільш висока частина берегової височини — «гора Івана Рильського», на якій стояла в древності Рильська фортеця і найдревніша частина міста Рильська.